# David Petrlík
David Petrlík (* 1978 in Pilsen) ist ein tschechischer Jurist. Er ist Richter am Gericht der Europäischen Union.

## Leben und Wirken
Petrlík studierte Rechtswissenschaften an den Universitäten Passau und Pilsen. An letzterer erwarb er 2002 seinen Abschluss. Ein Jahr später folgte der Erwerb eines Mastertitels an der Université Paris 1 Panthéon-Sorbonne. 2004 trat er als Rechtsberater in den Dienst des tschechischen Außenministeriums. Nach dem Beitritt Tschechiens zur Europäischen Union im selben Jahr wechselte Petrlík als Rechtsreferent bei Richter Jiří Malenovský in den Dienst des Gerichtshofs der Europäischen Union. 2015 ging er zunächst als Rechtsberater zur Agentur der Europäischen Union für das Weltraumprogramm, wo er später stellvertretender Sektionsleiter in der Abteilung Recht und öffentliche Aufträge wurde. 2016 wurde Petrlík von der Karls-Universität Prag zum Dr. iur. promoviert. Dort hatte er bereits 2011 einen Lehrauftrag für das Recht der Europäischen Union und das Recht des geistigen Eigentums angenommen.
Petrlík wurde am 1. März 2021 zum Richter am Gericht der Europäischen Union ernannt.